# Belval-Bois-des-Dames
Belval-Bois-des-Dames – miejscowość i gmina we Francji, w regionie Grand Est, w departamencie Ardeny.
Według danych na rok 1990 gminę zamieszkiwało 39 osób, a gęstość zaludnienia wynosiła 2 osób/km².